# Gonzalo Crettaz
Gonzalo Alejandro Crettaz (Buenos Aires, 28 de febrero de 2000) es un futbolista hispano-argentino que juega en la demarcación de guardameta para el NEC Nimega de la Eredivisie.

## Trayectoria
Nacido en Buenos Aires, Argentina, llegó a España de niño y se formó en las categorías inferiores del Valencia C. F. y Levante U. D. En 2017 se unió al equipo juvenil del C. D. San Félix y en 2018 defendió los colores del juvenil del Málaga C. F. en División de Honor. 
El 25 de agosto de 2019 hizo su debut absoluto con el Atlético Malagueño en Tercera División, en una victoria por 4-0 ante el Alhaurín de la Torre C. F.
En la temporada 2019-20 formó parte como tercer guardameta de la primera plantilla del Málaga C. F. en la Segunda División. El 16 de noviembre de 2019 hizo su debut con el primer equipo al jugar los 90 minutos completos de una derrota por cero goles a uno frente a la A. D. Alcorcón cuando su compañero Munir fue seleccionado para jugar con Marruecos. En la última jornada del campeonato de Segunda División 2019-20, el 20 de julio, volvió a ser titular con el Málaga C. F., ya que jugó los 90 minutos frente a la U. D. Almería dejando su portería a cero en un empate sin goles.
De cara al curso 2021-22 la entidad malagueña decidió cederlo, sin opción de compra, al C. D. Badajoz. Con el conjunto pacense jugó 24 partidos en la Primera División RFEF, categoría en la que iba a seguir compitiendo después de ser traspasado a la U. D. Logroñés en agosto de 2022. El equipo descendió a Segunda Federación y para la temporada 2023-24 se marchó al C. D. Castellón.
En junio de 2025 inició su primera experiencia fuera de España al fichar por el NEC Nimega hasta 2028.

## Clubes
| Club                        | País         | Año       | Partidos | Goles |
| --------------------------- | ------------ | --------- | -------- | ----- |
| Atlético Malagueño          | España       | 2019-2020 | 37       | 0     |
| Málaga C. F.                | España       | 2020-2021 | 3        | 0     |
| C. D. Badajoz (en préstamo) | España       | 2021-2022 | 24       | 0     |
| U. D. Logroñés              | España       | 2022-2023 | 29       | 0     |
| C. D. Castellón             | España       | 2023-2025 | 79       | 0     |
| NEC Nimega                  | Países Bajos | 2025-     |          |       |